# Kristian Erslevs bibliografi
Den danske historiker Kristian Erslev havde et omfattende forfatterskab, som det fremgår af denne bibliografi over Kristian Erslevs forfatterskab. Den er opstillet i kronologisk rækkefølge:
NOTE: Artikler i Salmonsens konversationsleksikon og Dansk biografisk leksikon er ikke medtaget, ligesom en række mindre anmeldelser i Historisk Tidsskrift og forskellige dagblade også er udeladt. Bibliografien er i alt væsentligt identisk med bibliografien i Vort Slægtleds Arbejde i Dansk Historie, 1922, men er søgt suppleret.
- "Harald Hårdråde i Limfjorden" i Aarbøger for nordisk Oldkyndighed og Historie 1873, s. 57–72
- Catalogue de la collection des monnaies de Christian Jürgensen Thomsen. 2. partie: Les monnaies du moyen âge, Tome I 1873, Tome II 1874, Tome III 1876. Alternativ titel: Description des monnaies du moyen âge de Christian Jürgensen Thomsen
- "Vore bynavnes ældste former, oplyste ved danske mønter" i Danske Samlinger for Historie, Topographi, Personal- og Literaturhistorie, 2. række, III (1873), s. 121–126
- Historisk Atlas til Skolebrug, udgivet i fire hæfter 1874–1876
- "Om møntregningen i "Valdemars Jordebog"" i Danske Samlinger for Historie, Topographi, Personal- og Literaturhistorie, 2, række, IV (1875), s. 136–141
- Anmeldelse af J.E. Sars: Udsigt over den norske Historie 1. del, Kristiania 1873 i Det nittende Aarhundrede: Maanedsskrift for Literatur og Kritik oktober 1874 – marts 1875, s. 471–481
- "Kong Valdemars jordebog og den nyere kritik" i Historisk Tidsskrift, 4. række, V (1875), s. 56–116
- "Roskildes ældste mønter. Studier til dansk mønthistorie" i Aarbøger for nordisk Oldkyndighed og Historie 1875, s. 117–187
- Anmeldelse af norsk og svensk historisk litteratur fra 1876 i Det nittende Aarhundrede: Maanedsskrift for Literatur og Kritik, marts – september 1877, s. 325–328
- "De nyeste bidrag til Erik af Pommerns historie" (anmeldelse af tyske skrifter) i Historisk Tidsskrift, 4. række, VI (1877), s. 1–20
- Anmeldelse af O.H. Aagaard: Om Hovedaarsagerne til Frankrigs Fald og Genoprejsning, København 1878 i Dagbladet nr. 283, 1878
- Kong Frederik den Førstes danske Registranter, udgivne ved Kr. Erslev og W. Mollerup af Selskabet for Udgivelse af Kilder til dansk Historie, København 1878–1879
- Konge og Lensmand i det 16. Aarh. Studier over Statsomvæltningen i 1536 og dens Følger for Kongemagt og Adelsvælde (disputats), København 1879 (optrykt 1970)
- Danmarks Len og Lensmænd i det 16. Aarh. (1513–1596), København 1879
- Selvbiografi i Indbydelsesskrift til Kjøbenhavns Universitets Aarsfest til Erindring om Kirkens Reformation, København 1880, s. 118–120
- Redigerede 1880–1889 Regesta diplomatica historiæ Danicæ, Series 2, Tome 1, pars 1, København 1889
- Danske Kancelliregistranter 1535–1550 udg. ved Kr. Erslev og W. Mollerup af Selskabet til Udgivelse af Kilder til dansk Historie, København 1881–1882
- "Tre Gavebreve af Dronning Margrethe fra Aaret 1411" i Kirkehistoriske Samlinger, 3. række, III (1881), s. 367–379
- Anmeldelse af C.E.F. Reinhardt: Valdemar Atterdag og hans Kongegjerning i Historisk Tidsskrift, 5. række, III (1881), s. 285–307 og 565–566
- "Studier til Dronning Margrethes Historie" i Historisk Tidsskrift, 5. række, III (1882), s. 333–425
- Dronning Margrethe og Kalmarunionens Grundlæggelse, København 1882 (også med titlen Danmarks Historie under Dronning Margrethe og hendes nærmeste Efterfølgere. 1375–1448. 1. Del) (optrykt 1971)
- "Slægtskabsforbindelser mellem dansk og svensk Adel i Tiden før Kalmarunionen" i Personalhistorisk Tidsskrift, III (1882), s. 18–39
- "Öfversigt öfver Danmarks historiska litteratur åren 1881–82" i Historisk Tidskrift (svensk) II (1882), s. LXIII–LXXI
- Aktstykker og Oplysninger til Rigsraadets og Stændermødernes Historie i Kristian IV's Tid, udg. ved Kr. Erslev af Selskabet for Udgivelse af Kilder til dansk Historie, 1-4, København 1883–1890
- "Machiavelli" i Tilskueren 1884, s. 950–969
- "Kong Olufs Dødsdag" i Historisk Tidsskrift, 5. række, IV (1884), s. 730–732
- Danmark-Norges Len og Lensmænd 1596–1660, København 1885
- "Danmarks Folkemængde i Valdemar Sejrs Tid" i Historisk Tidsskrift, 5. række, V (1885), s. 516–571
- "Quelques remarques sur les plus anciennes monnaies du Danemark" i Mémores de la Société Royale des antiquaries du Nord, Nouvelle Série, 1884–1889, s. 120–140 (delvis oversættelse fra 1885 af afhandlingen fra 1875 om Roskildes ældste mønter)
- "En Kirkefest i Erik af Pommerns Tid" i Kirkehistoriske Samlinger, 3. række, V (1886), s. 809–811
- "Klavs Bildes Rulle" i Danske Magazin, 4. række, VI (1886), s. 139–147
- "Et Bidrag til Povl Laxmands Historie" i Danske Magazin, 4. række, VI, s. 287–288
- "Ranke og Waitz" (nekrolog) i Politiken, 28. maj 1886
- "Kong Olufs Privilegium for Rodneby 1387" i Danske Magazin, 5. række, I (1887), s. 157–161
- Til Brug ved Vejledning i Læsning af middelalderlig Skrift, København 1887 (hektograferet, flere senere oplag)
- "Den danske Adels Hartkorn i Kristian IV's Tid" i Danske Magazin, 5. række, I, s. 161–190
- Anmeldelse af Ludvig Holberg: Kong Valdemars Lov i Tilskueren, V (1887), s. 86–90
- "Rigens Marsk Anders Billes Betænkninger om Danmarks Forsvarsvæsen 1646–1647" i Danske Magazin, 5. række, I, s. 276–288
- Udvalg af Kildesteder. Grundlag for Øvelser, København 1888
- Nogle Grundsætninger for historisk Kildekritik. Til Brug ved Øvelser i 1888 (hektograferet, 23 sider. En hektografet version af skriftet skulle have været brugt allerede i 1887 i forbindelse med Erslevs undervisning, men denne version findes tilsyneladende ikke på danske biblioteker. En ny udgave fra 1889 var på 34 sider. I 1892 blev der tale om en egentlig trykt udgave, se nedenfor)
- "Danmarks Biavler-Forenings Medaille" i Tidsskrift for Biavl XXII (1888), s. 173–174 og XXIII (1889), s. 60–61 (angivet i bibliografien i Vort Slægtleds Arbejde i Dansk Historie, men det er nærliggende at forestille sig en forveksling med Hans Erslev)
- "Don Carlos hos Schiller og i Virkeligheden" i Tilskueren 1889, s. 58–84
- "Den danske historiske Forening 14. Febr. 1839 – 14. Febr. 1889" i Morgenbladet, 14. februar 1889
- "Vor Tidsregning" i Politiken, 22. juni 1889
- "Naar blev København Danmarks Hovedstad?" i Tilskueren 1889, s. 311–320
- "Unionsbrevet fra Kalmarmødet 1397" i Aarbøger for nordisk Oldkyndighed og Historie 1889, s. 101–148
- "Femhundredaars-Minder fra Slaget paa Falen 1389" i Morgenbladet, 28. november 1889
- "Erik Plovpennings Strid med Abel. Studier over ægte og uægte Kilder til Danmarks Historie" i Historisk Tidsskrift, 6. række, II (1890), s. 359–442
- Anmeldelse af H. F. Rørdam: Danske Kirkelove samt Udvalg af andre Bestemmelser, vedrørenede Kirken, Skolen og de fattiges Forsørgelse 1536–1683 og V.A. Secher: Corpus constitutionum Daniæ. Forordninger, Recesser og andre kongelige Breve Danmarks Lovgivning vedkommende, 1558–1660. I–II, 3 i Historisk Tidsskrift, 6. række, II (1890), s. 666–682
- Oversigt over Middelalderens Historie, I–III, København 1891–1895 (flere senere udgaver)
- "Fortsatte Bemærkninger om Unionsbrevet fra Kalmarmødet 1397" i Aarbøger for nordisk Oldkyndighed og Historie 1891, s. 346–370
- "Det stockholmske Blodbads Forhistorie og C. Paludan-Müllers Opfattelse deraf" i Historisk Tidsskrift, 6. række, III (1891), s. 127–166
- "C. Paludan-Müllers Theori om Sagnkritikens Methode" i Historisk Tidsskrift, 6. række, III (1891), s. 167–193
- "Fri Forskning og Skole" i Dagbladet, 6. april 1891
- Grundsætninger for historisk Kildekritik, København 1892 (31 sider)
- Kilderne til Danmarks Historie i Middelalderen (omtrent 1000–1450). Bibliografisk Oversigt, København 1892
- "Sven Estridsøn og Biskop Vilhelm. Sagnstudier." i Historisk Tidsskrift, 6. række, III (1892), s. 602–626
- "Hvad vides der om Dronning Berengarias Karakter?" i Aarbøger for nordisk Oldkyndighed og Historie 1893, s. 353–371
- Repertorium diplomaticum regni Danici mediævalis udg. ved Kr. Erslev i Forening med William Christensen og Anna Hude, 1-4, København 1894–1912
- "Akterne i Processen mellem Erik Menved og Jens Grand" i Kirkehistoriske Samlinger, 4. række, II (1894), s. 276–304
- Anmeldelse af Ernst Robert Daenell: Die Kölner Konföderation vom Jahre 1367 und die schonischen Pfandschaften. Hansisch-dänische Geschichte 1367–1385, Leipzig 1894 i Historisk Tidsskrift, 6. række, V (1895), s. 426–431
- "Ærkebispevalget i Lund 1361" i Kirkehistoriske Samlinger, 4. række, IV (1895), s. 211–215
- "A Geri, A Wetlandi i Kongebrevet 1135" i Aarbøger for nordisk Oldkyndighed og Historie 1895, s. 202–204
- "Den saakaldte "Constitutio Valdemariana" af 1326" i Historisk Tidsskrift, 6. række, VI (1895), s. 205–248
- Hr. L. Lund og Professorerne. Foredrag holdt i Studentersamfundet (tillægshæfte til Vor Ungdom), København 1895
- "Fra Holstenervældens Tid i Danmark (1325–1340). Kritiske Smaastudier" i Historisk Tidsskrift, 6. række, VI (1896), s. 389–437
- "Kardinallegaten Guidos Hoveddom i Ærkebispestriden 1266 samt nogle Bemærkninger om C. Paludan-Müllers Fremstilling" i Kirkehistorisk Samlinger, 4. række, IV (1896), s. 332–354
- Anmeldelse af L. Holberg: Konge og Danehof i det 13. og 14. Aarh. 1. Bd.: Kong Erik Glippings Haandfæstning og Rigslove, København 1895 i Historisk Tidsskrift, 6. række, VI (1896), s. 459–468
- Anmeldelse af Die Chronica novella des Hermann Korner. Hrsg. von Jakob Schwalm, Göttingen 1895 i Historisk Tidsskrift, 6. række, VI (1896), s. 469–476
- "Forliget af 11. Febr. 1340" i Historisk Tidsskrift, 7. række, I (1897), s. 110–118
- "Henrik af Æmeltopr i de ægte og de uægte Kilder" i Historisk Tidsskrift, 7. række, I (1898), s. 489–518
- Valdemarernes Storhedstid. Studier og Omrids, København 1898 (optrykt 1972)
- "Formation de la noblesse danoise" i Oversigt over Videnskabernes Selskabs Forhandlinger 1898, s. 237–268
- "Biskop Peder af Odense" i Kirkehistoriske Samlinger, 4. række, V (1898), s. 609–612
- "Oplysninger om Haandskriftet af Roskildebispens Jordebog fra o. 1370" i Danske Magazin", 5. række, IV (1898), s. 61–69
- "Et kalendarisk Kuriosum" i Historisk Tidsskrift, 7. række, I (1898), s. 482–484
- Den senere Middelalder, bind 2 i Danmarks Riges Historie, København 1898–1905 (optrykt 1971)
- Anmeldelse af Alex. Bugge: Studier over de norske byers selvstyre og handel før Hanseaternes tid, Kristiania 1899 i Historisk Tidsskrift, 7. række, II (1899), s. 131–132
- "Europæisk Feudalisme og dansk Lensvæsen" i Historisk Tidsskrift, 7. række, II (1899), s. 247–304
- "Rostjeneste-Rustning" (Webside ikke længere tilgængelig) i Historisk Tidsskrift, 7. række, II (1899), s. 393–399 (Rostjeneste)
- Den akademiske Lærerforsamling. En historisk Fremstilling, København 1900
- "Dagen for Arkonas Indtagelse" i Historisk Tidsskrift, 7. række, II (1900), s. 597–600
- "Forslaget til en ny Unionsakt fra Erik af Pommerns sidste Aar og dets Ophavsmand" i Historisk Tidsskrift, 7. række, III (1900), s. 81–98
- Testamenter fra Danmarks Middelalder indtil 1450, Det kongelige danske Selskab for Fædrelandets Historie og Sprog:København 1901
- "Bidrag til Erik af Pommerns Historie" i Danske Magazin, 5. række, IV (1901), s. 346–363
- Erik af Pommern, hans Kamp for Sønderjylland og Kalmarunionens Opløsning, København 1901 (også med titlen Danmarks Historie under Dronning Margrethe og Erik af Pommern. 2. Del) (optrykt 1971)
- Anmeldelse af P. Hauberg: Myntforhold og Udmyntninger i Danmark indtil 1146, København 1900 i Historisk Tidsskrift, 7. række, III (1901), s. 513–518
- "Tale ved Universitetets Reformationsfest" i Politiken, 15. november 1901
- Frederik IV og Slesvig. Arvehyldningsakterne af 1721, København 1901 (Indbydelsesskrift til Kjøbenhavns Universitets Aarsfest til Erindring om Kirkens Reformation Novbr. 1901)
- "Tildragelserne i 1721 og Danmarks historiske Ret til Slesvig" i Sønderjydske Aarbøger 1902, s. 75–102
- "Hertug Adolfs Klenodier i 1450" i Sønderjydske Aarbøger 1902, s. 143–147
- "Universitetets nye Forfatning og dens Forhistorie" i Tilskueren, 1902, s. 769–788
- Samfund og Stat i Danmark ved Middelalderens Slutning, København 1903 (16 sider)
- "Niels Kjeldsen d. 28. Febr. 1864. En kritisk Undersøgelse" i Historisk Tidsskrift, 7. række, V (1903), s. 145–270
- "Rigets "bedste Mænd", Danehof og Rigsraadet" i Historisk Tidsskrift, 7. række, V (1904), s. 365–387
- "Sildetolden paa Skaanemarkedet" i Historisk Tidsskrift, 7. række, V (1905), s. 509–517
- "Har den danske Adel i det 15. Aarh. haft en stærk Tilgang af nye Slægter?" i Historisk Tidsskrift, 7. række, VI (1905), s. 121–129
- "Den romerske Kejsertids Kultur" i Aage Friis (red.): Verdenskulturen, 2. bind, København 1906, s. 493–583
- Historikeren i sit Værksted, København 1907 (16 sider)
- "Aarhusuniversitetet" i Det ny Aarhundrede, 4. årgang, II (1907), s. 33–41
- "Spiritisme og Historie", kronik i Politiken, 15. september 1907
- "Fæstebondens Førlov og dens Størrelse" i Historisk Tidsskrift, 8. række, II (1909), s. 71–73
- Det sekstende Aarhundrede, København 1910. Første bind af Kr. Erslev og J.A. Fridericia: Den nyere Tids Historie.
- "Studenterne og Universitetet" i Maaneds-Magasinet, marts 1910, s. 147–152
- "Vort Slægtleds Arbejde i Dansk Historie. Rektortale" i Tilskueren 1911, II, s. 457–468 (samme blev i 1922 trykt som en selvstændig publikation, se nedenfor)
- Historieskrivning. Grundlinier til nogle Kapitler af Historiens Theori, København 1911 (festskrift udgivet af Københavns Universitet i anledning af kongens fødselsdag)
- "Tale (som Rektor) til Georg Brandes paa 40-Aarsdagen for hans første Forelæsning" i Politiken, 4. november 1911
- Historisk Teknik. Den historiske Undersøgelse fremstillet i sine Grundlinier, København 1911 (flere senere udgaver og oplag)
- "Gottorpernes Afkald paa Slesvig og dets Forhistorie" i Historisk Tidsskrift, 8. række, IV (1913), Tillæg (Til Edvard Holm paa hans 80-aarige Fødselsdag den 26. Januar 1913 fra den danske historiske Forening ved dens Bestyrelse, redigeret af Erslev), s. 52–66
- "Carlsbergbryggerierne og Carlsbergfondet", kronik i Politiken, 1. oktober 1913
- Nekrolog over J.A. Fridericia i Universitetets Festskrift, november 1913, s. 77–80
- "Har P. Lauridsen godtgjort, at Kongelovens Arvefølge gjaldt i den kongelige Andel af Slesvig allerede før 1721?" i Historisk Tidsskrift, 8. række, V (1914), s. 20–44
- Augustenborgernes Arvekrav. En historisk Redegørelse for den sønderborgske Hertuglinies arveretlige Stilling i Hertugdømmerne, København 1915
- Fortegnelse over Akter om den sønderborgske Hertuglinies statsretlige Stilling i Slesvig og Holsten. Med et Tillæg af hidtil utrykte Breve, København 1915
- "P. Lauridsens Antikritik" i Historisk Tidsskrift, 8. række, V (1915), s. 427–431
- "Valdemars Jordebog: Hallandslisten og "Hovedstykket"" i Historisk Tidsskrift, 8. række, VI (1916), s. 215–223 og 233–34
- Nekrolog over A. Thiset i Historisk Tidsskrift, 9. række, I (1919), s. 230–231
- Meddelelser om Rigsarkivet med Landsarkiverne for Aarene 1906–15, København 1920
- "T.F. Troels-Lund. Mindeord" i Oversigt over Videnskabernes Selskabs Forhandlinger 1920–21, København 1921, s. 39–53
- Meddelelser om Rigsarkivet med Landsarkiverne for Aarene 1916–20, København 1922
- Vort Slægtleds Arbejde i Dansk Historie. Rektortale ved Københavns Universitets Aarsfest 16. november 1911. Med en Udsigt over hans litterære Arbejder og Universitetsvirksomhed. Udgivet af Kr. Erslevs Elever i Anledning af hans 70Aarige Fødselsdag 28. december 1922, København 1922
- Privatarkiver fra det 19. Aarhundrede beroende i Rigsarkivet, København 1923 (Vejledende Arkivregistraturer 4)
- Rigsarkivet og Hjælpemidlerne til dets Benyttelse. En Oversigt, København 1923
- Selskabet for udgivelse af Kilder til dansk Historie i dets første 50 Aar 1877-1927, København 1927 (18 sider)
- Historische Technik. Die historische Untersuchung in ihren Grundzügen dargestellt. Aus d. Dan. übers. v. Ebba Brand, München og Berlin 1928 (tysk udgave af Historisk Teknik)
- Svaning-Hvitfeld. Svanings Danmarkskrønike 1241-1282 sammenstillet med Hvitfeld og Kildemæssigt oplyst, København 1928
- Historiske Afhandlinger, København 1937. Udgivet ved Ellen Jørgensen, M. Mackeprang og Poul Nørlund.